# Patrycja Piechowiak
Patrycja Piechowiak (Grodzisk Wielkopolski, 1 de septiembre de 1992) es una deportista polaca que compite en halterofilia. Ganó una medalla de bronce en el Campeonato Europeo de Halterofilia de 2018, en la categoría de 69 kg.

## Palmarés internacional
| Campeonato Europeo | Campeonato Europeo | Campeonato Europeo | Campeonato Europeo |
| Año                | Lugar              | Medalla            | Categoría          |
| ------------------ | ------------------ | ------------------ | ------------------ |
| 2018               | Bucarest (Rumania) | Medalla de bronce  | 69 kg              |